# Tarsicius
Tarsicius eller Tarcisius (italienska: Tarcisio) var en kristen martyr som dog cirka år 275.
Påve Damasus I har författat en inskription om Tarsicius martyrdöd. Damasus jämför Tarsicius med protomartyren Stefanos som blev stenad utanför Jerusalem (Apostlagärningarna kapitel 6-7). Tarsicius var förmodligen diakon, vars uppgift det var att bära kommunionen till de sjuka och döende. Han stenades och slogs till döds av romerska hedningar, då han vägrade att lämnade ut den heliga eukaristin till dem.
Tarsicius begravdes först i Sankt Calixtus katakomber utanför Rom, men numera vördas hans reliker i kyrkan San Silvestro in Capite i centrala Rom.
En av klockorna i Stefansdomen i Wien är uppkallad efter Tarsicius. 

## Damasus poem
- Per meritum, quicumque legis, cognosce duorum
- quis Damasus rector titulos post praemia reddit
- Iudaicus populus Stephanum meliora monentem
- perculerat saxis, tulerat qui ex hoste tropaeum
- martyrium primus rapuit leuita fidelis
- Tarsicium sanctum Christi sacramenta gerentem
- cum male sana manus premeret uulgare profanis
- ipse animam potius uoluit dimittere caesus
- prodere quam canibus rabidis caelestia membra